# Jin Izumisawa
Jin Izumisawa (泉澤仁?, Izumisawa Jin; Chiba, 17 dicembre 1991) è un calciatore giapponese, centrocampista o attaccante del Gifu.

## Palmarès

### Club

#### Competizioni nazionali
- Campionato giapponese: 1

Yokohama F·Marinos: 2019
- J2 League: 1

Omiya Ardija: 2015
- J3 League: 1

Omiya Ardija: 2024

### Nazionale
- Universiadi:   1

Kazan' 2013